# Kolegiata św. Pawła Rozbitka w Valletcie
Kościół kolegialny św. Pawła Rozbitka (malt. Il-Knisja kolleġġjata ta' San Pawl Nawfragu, ang. Collegiate Church of St. Paul Shipwrecked) – rzymskokatolicka kolegiata i kościół parafialny w Valletcie na Malcie.

## Historia

### Oryginalny kościół
Od samego początku kościół św. Pawła Rozbitka miał bliskie relacje z zakonem joannitów. Pierwszy kościół zbudowany został według projektu Girolamo Cassara. Zlokalizowany był na miejscu, gdzie dziś znajduje się kościół Jezuitów. Budowę rozpoczęto w 1570 ze środków katedralnych, zaś ukończono w grudniu 1582. Kościół był nieduży, miał jedynie pięć ołtarzy. W stosunkowo krótkim czasie po ukończeniu biskup Tomás Gargallo przekazał kościół i przylegającą doń działkę Jezuitom, a w zamian zaoferował proboszczowi miejsce na nowy kościół.

### Istniejąca świątynia
Pierwotnie zbudowany został niewielki kościół, lecz z czasem zaistniała potrzeba jego rozbudowy. Prace przy powiększaniu kościoła rozpoczęto w 1639; trwały one ponad 40 lat. W trakcie rozbudowy pokaźne sumy pieniędzy przekazali na kościół wielcy mistrzowie zakonu joannitów Juan de Lascaris-Castellar, Nicolas Cotoner, Gregorio Carafa, a także biskup Lorenzo D’Astiria, Università (rada miasta), kler i parafianie. 22 lutego 1733 papież Klemens XII podniósł kościół do rangi kolegiaty , a 14 maja 1740 arcybiskup Paul Alphéran de Bussan poświęcił główny ołtarz, a z nim również cały kościół.

## Architektura

### Fasada
Istniejąca fasada kościoła, która w 1886 zastąpiła poprzednią, jest w stylu eklektycznym z licznymi elementami baroku. Jej projektantem był Nikola Zammit, znany maltański lekarz, filozof i architekt z Siġġiewi.

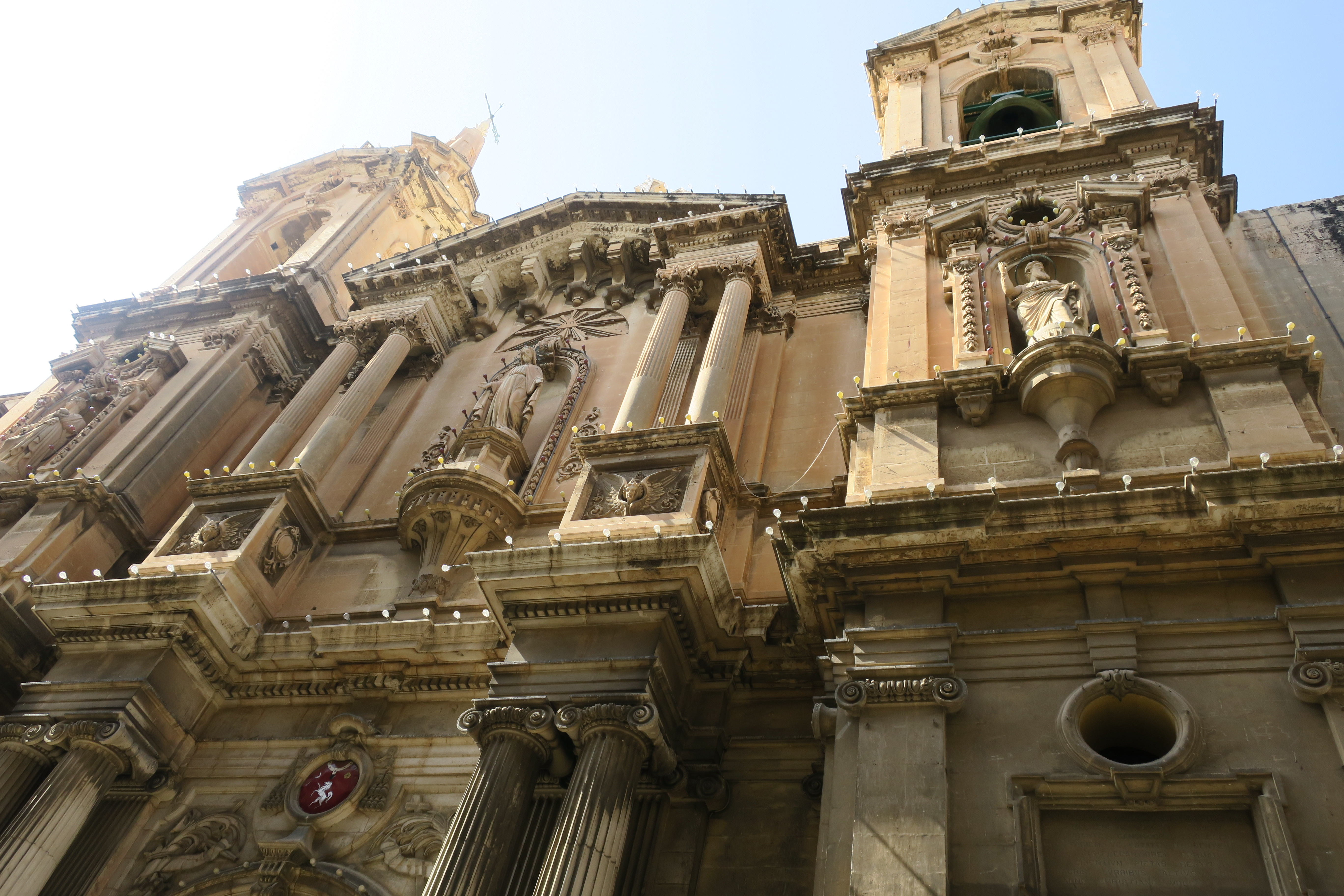
Fasada kościoła

 Rzeźby na fasadzie wykonał Antonio Basuttil. Budynek oflankowany jest dwoma dzwonnicami, na których zawieszonych jest sześć (poprzednio siedem) dzwonów.
Oryginalne dzwony, w liczbie siedmiu, wykonane zostały w 1850 w Genui we Włoszech. Z powodu uszkodzenia dwóch z nich, w 1979 odlane zostały, we włoskiej odlewni dzwonów A. Mazzola w Novarze, nowe. 18 stycznia 1979 poświęcił je arcybiskup Joseph Mercieca. Fundusze na cztery dzwony zebrane zostały wśród maltańskiej społeczności odpowiednio w Australii, USA, Kanadzie i Wielkiej Brytanii. Jeden dzwon ufundowało Bractwo Matki Boskiej Łaskawej, a pozostałe parafianie i inni darczyńcy. Dzwony noszą imiona: Paulina (największy), Święty Paweł, Łukasz, Józef, Agata, Matka Boska Łaskawa oraz Chrystus Zbawiciel. 
Poniżej dzwonnic na fasadzie znajdują się kamienne figury, autorstwa Vincenzo de Candia, przedstawiające św. Piotra i św. Pawła. Nad głównymi drzwiami stoi statua Niepokalane Poczęcie, przypomnienie dogmatu o Niepokalanym Poczęciu Matki Bożej, ogłoszonego 8 grudnia 1854 przez papieża Piusa X.

Główne drzwi, wykonane z twardego drewna dębowego ozdobione są brązem. Ponad każdymi drzwiami bocznymi jest marmurowa tablica z inskrypcją po łacinie. Tablica nad lewymi drzwiami upamiętnia poświęcenie świątyni Bogu w podzięce za przybycie św. Pawła na Maltę, i głosi: 

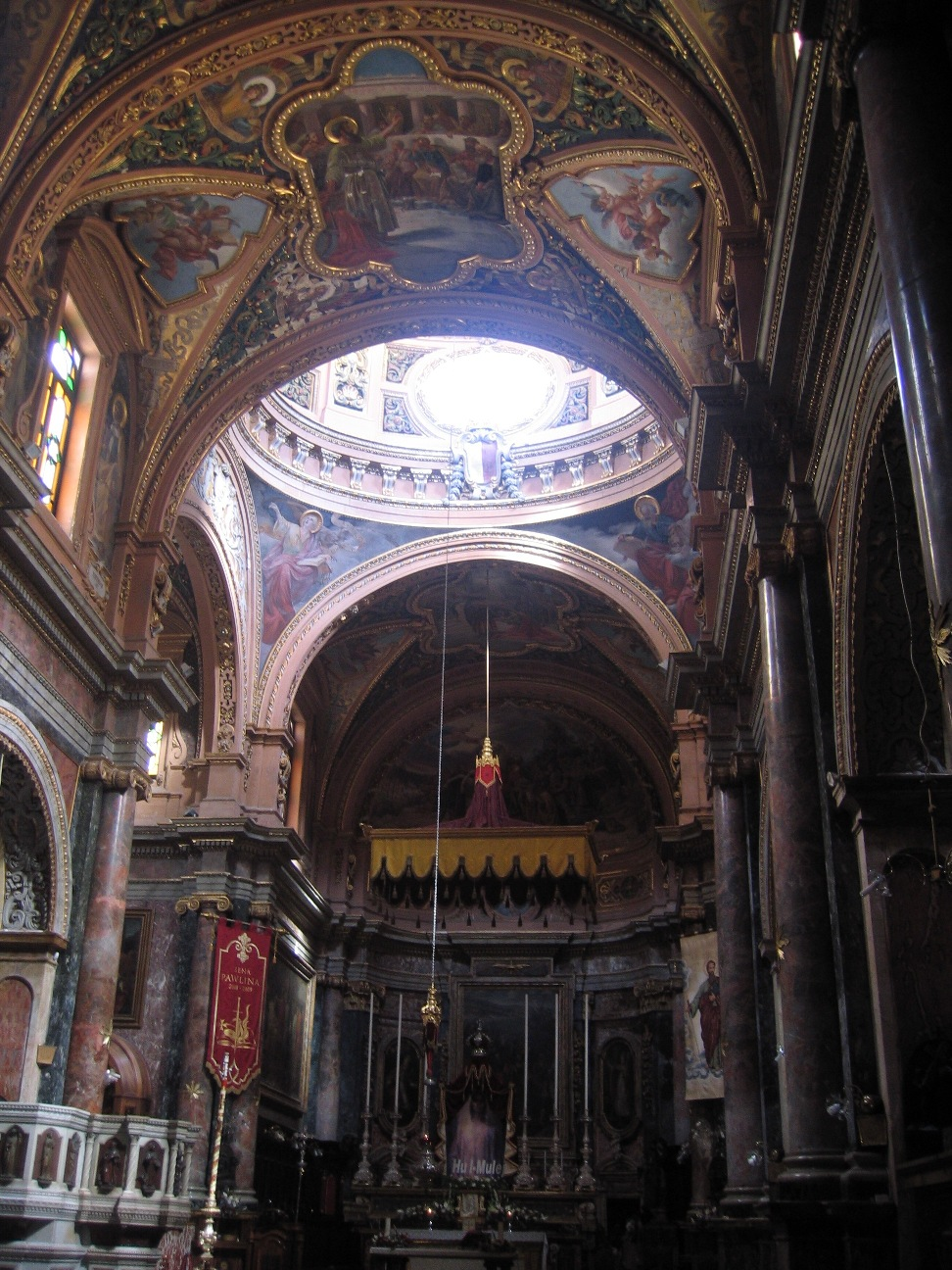
Nawa kościoła, widoczne wnętrze kopuły oraz jeden z obrazów Palombiego na sklepieniu

Tablica nad prawymi drzwiami umieszczona została ku przypomnieniu budowy nowej fasady w 1886: 

### Wnętrze kościoła
Długość kościoła wynosi 35 metrów, zaś szerokość 22 metry. Zawiera nawę główną, szeroką na 9 metrów, dwie nawy boczne, zakrystię po lewej stronie, oraz oratorium po prawej. W nawach bocznych znajduje się dziesięć małych kaplic, każda nakryta kopułą. Pierwotnie kościół zbudowany był na planie krzyża łacińskiego, jednak dobudowanie kaplic zmieniło układ na krzyż patriarchalny.

#### Nawa główna i prezbiterium
Trzyprzęsłową nawę główną oraz prezbiterium otaczają pilastry i szesnaście marmurowych kolumn w stylu jońskim. Przykrywa je sklepienie kolebkowe z sześcioma lunetami i oknami nad nawą oraz dwoma nad prezbiterium, zaprojektowane przez architekta i malarza Bartolomeo Garagonę (1584–1641). Istniejące obrazy na sklepieniu są pędzla włoskiego malarza Attilio Palombiego (1860–1913), które wykonane zostały na początku XX wieku. Zastąpiły one wcześniejsze, mocno zniszczone obrazy malowane przez Maltańczyka Giuseppe Hyzlera i Letterio Subby z Mesyny.

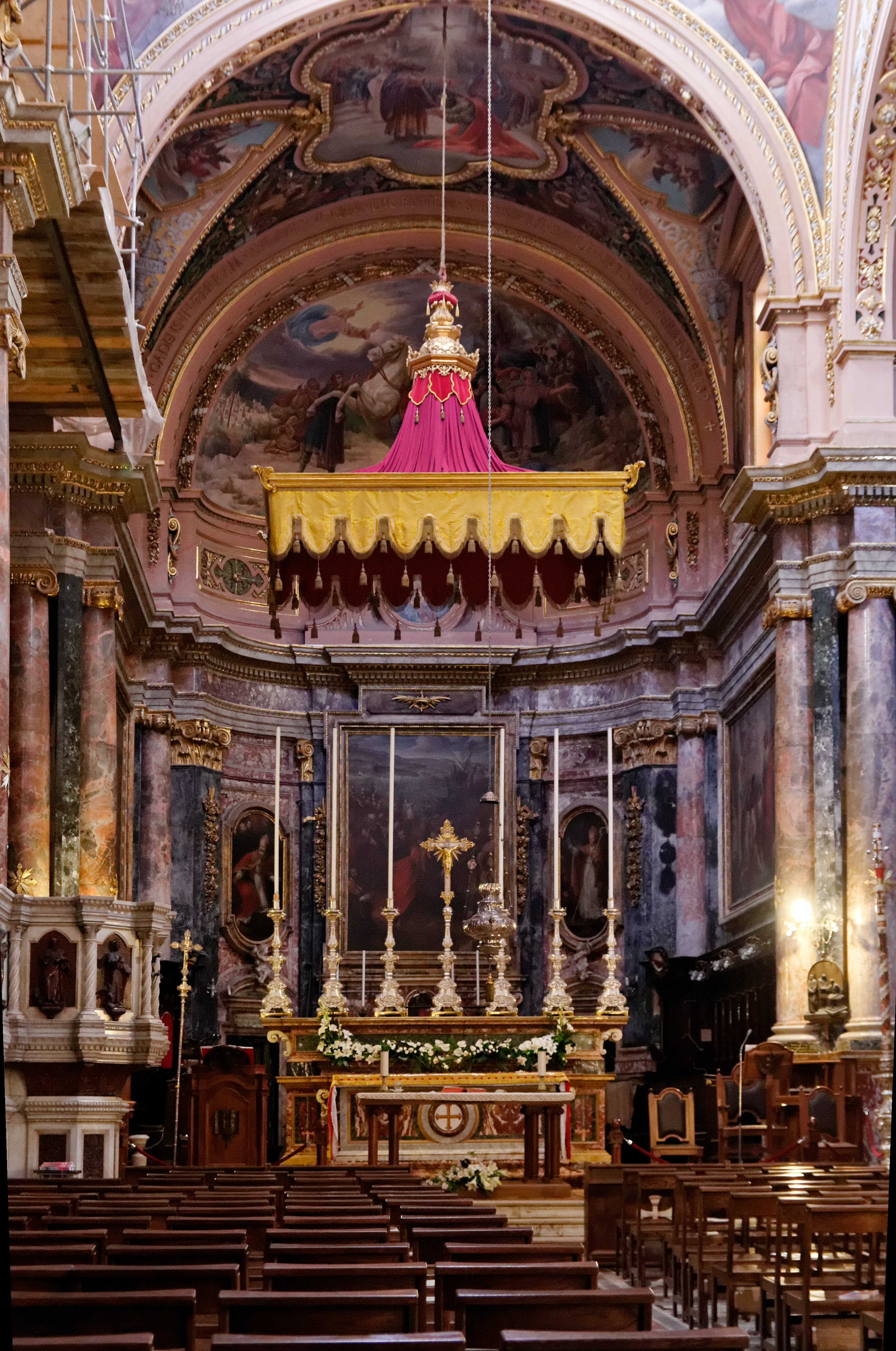
Prezbiterium z ołtarzem głównym, baldachimem i obrazem tytularnym w apsydzie

Obrazy na sklepieniu przedstawiają epizody z życia Apostoła Pawła: nad prezbiterium Ananiasz kładzie ręce na św. Pawle po jego nawróceniu, zaś nad nawą główną Święty Paweł przemawia do mędrców ateńskich na Areopagu, Apoteoza Apostoła w chwale Trójcy Świętej oraz Bóg Ojciec zleca Apostołowi opiekę nad Maltą.
W lunetach otaczających sklepienie przedstawione są anioły. Po bokach sześciu okien nad nawą przedstawionych jest dwunastu apostołów, zaś okna nad prezbiterium flankują obrazy świętych z wczesnych czasów chrześcijaństwa. Wokół nawy rozmieszczonych jest czternaście stacji Via Sagra, pochodzących z 1935. Ambona z białego marmuru, zdobiona brązowymi figurami zaprojektowana została przez Palombiego.
Posadzka świątyni zawiera około czterdziestu marmurowych, bogato zdobionych płyt nagrobnych prałatów i dobroczyńców parafii i kościoła.
Oryginalne prezbiterium było mniejsze niż obecne. Zostało powiększone do dzisiejszych rozmiarów w 1762 przez portugalskiego wielkiego mistrza Emanuela Pinto. Wspaniały ołtarz główny, wykonany z białego marmuru jest darem szlacheckich rodzin Testaferrata i Cassia. Zawiera relikwie św. Aureliusza i św. Bonifacego. Ołtarz został 14 maja 1740 uroczyście poświęcony przez biskupa Paula Alphérana de Bussan. Antepedium ołtarza wykonane jest z litego srebra i przedstawia scenę rozbicia statku św. Pawła. Datowane jest na czasy Zakonu, a jego fundatorami była rodzina Camenzuli, która również dotowała srebrne antepedia do kaplic św. Kajetana i Najświętszego Sakramentu. Nad ołtarzem zawieszony jest baldachim z delikatnego jedwabiu, ręcznie haftowany złotymi nićmi.
Pod kościołem znajduje się krypta, w której podczas okupacji Malty przez Francuzów zakopane zostały wszystkie wartościowe rzeczy z kościoła. Uniknęły w ten sposób zabrania przez żołnierzy Bonapartego.

#### Kopuła

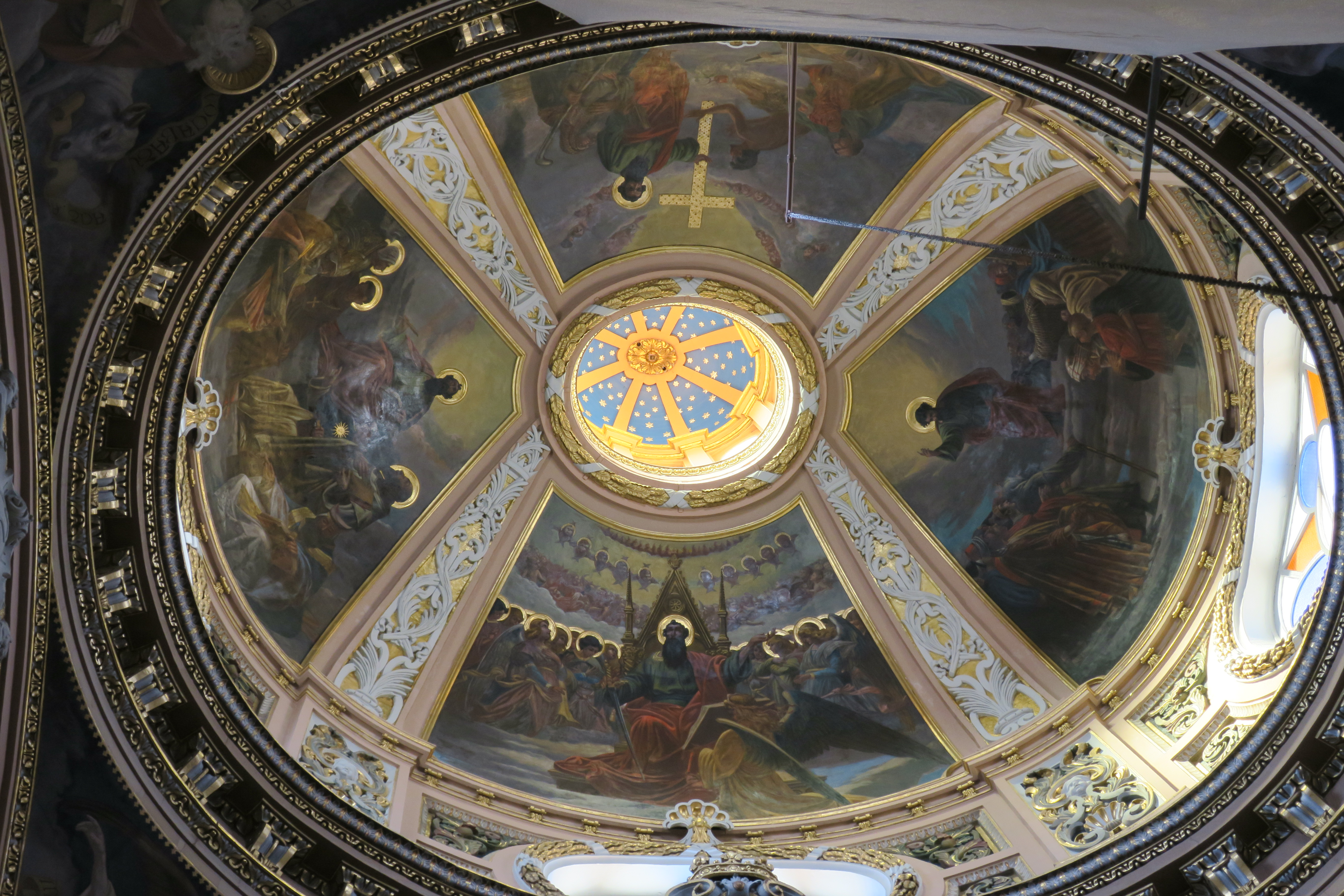
Kopuła kolegiaty; widok od wnętrza

Kopuła o rzadko spotykanym kształcie elipsy znajduje się nad skrzyżowaniem nawy głównej, transeptu i prezbiterium. Jej projektantem i wykonawcą przed 1680 był znany maltański architekt Lorenzo Gafà, brat rzeźbiarza Melchiorre Cafà. Kopuła została wykonana z maltańskiego wapienia, zaś wieńcząca ją latarnia jest drewniana. Budowę kopuły znacznie zasilił funduszami wielki mistrz Gregorio Carafa. Obrazy wewnątrz kopuły są dziełem Palombiego; obrazują one Świętego Pawła w chwale w otoczeniu aniołów, Świętego Pawła w otoczeniu proroków, Świętego Pawła między Doktorami Kościoła oraz Świętego Pawła głoszącego kazanie do pogan. Na czterech pendentywach umieszczone są wizerunki czterech Ewangelistów. W dolnej części kopuły znajduje się tarcza herbowa Malty.

#### Organy

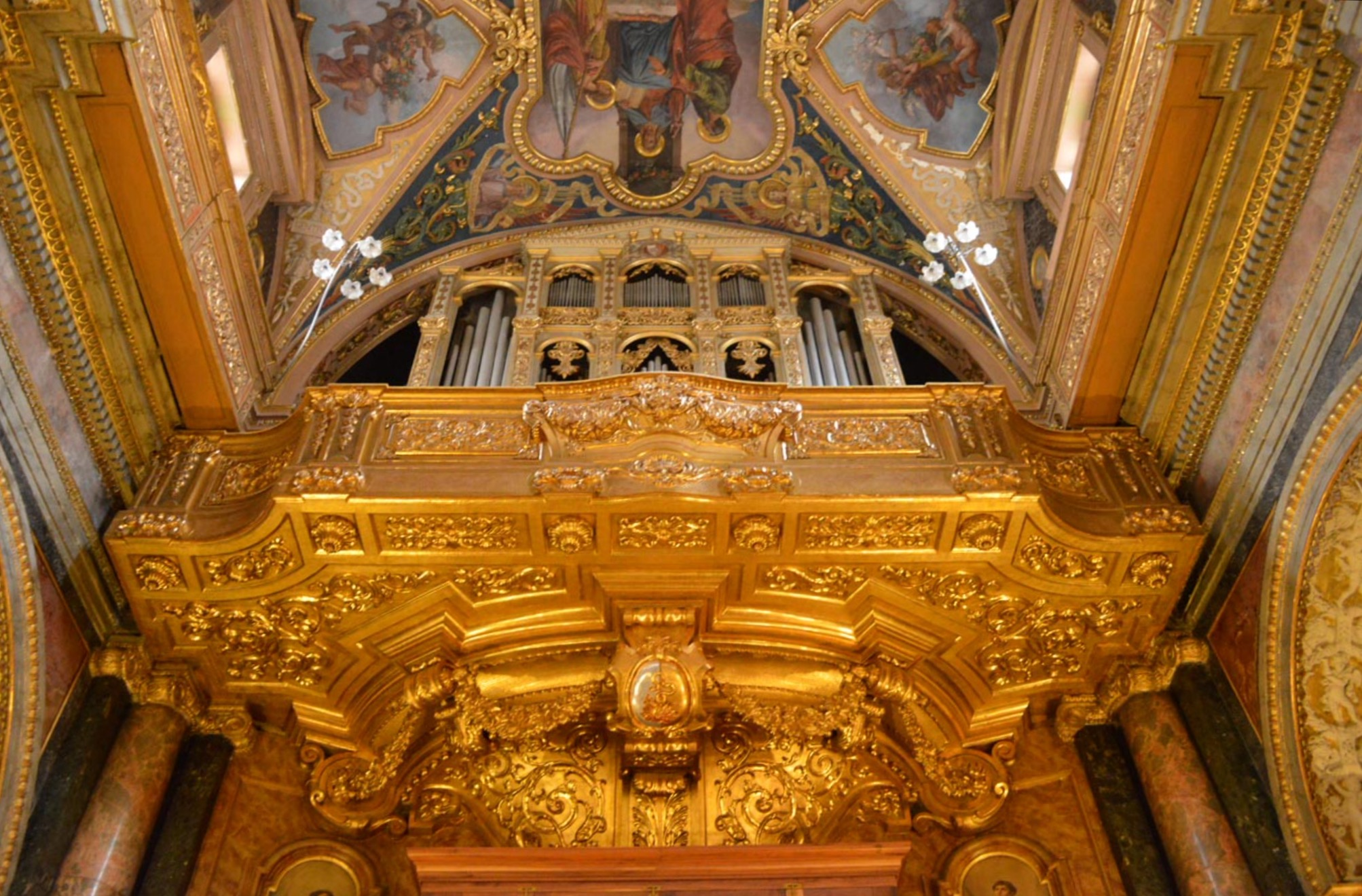
Galeria organowa

Organy, zamknięte w zdobionej i misternie rzeźbionej drewnianej ramie, i umieszczone na bogato pozłacanej galerii organowej ponad głównymi drzwiami są dziełem Gaetano Turiglio z Mesyny, osiadłego na Malcie po trzęsieniu ziemi w tym mieście w 1908.
Flankując galerię organową, po obu stronach drzwi znajdują się dwa obrazy przedstawiające diakonów-męczenników: św. Stefana i św. Wawrzyńca, pędzla Giuseppe Calì. Poniżej obrazu św. Stefana znajduje się nisza z wizerunkiem Ecce Homo, zaś pod obrazem św. Wawrzyńca - wyrzeźbiona z litego dębu chrzcielnica datowana na 1693.

#### Stalle i apsyda
Część prezbiterium za ołtarzem głównym została dobudowana rok przed budową kopuły, i jak ta ostatnia została zaprojektowana przez Lorenzo Gafà. Fundusze na budowę przekazał Cesare Passalacqua, opiekun i dobroczyńca kościoła. Jego portret znajduje się w zakrystii. Również wielki mistrz Nicolas Cotoner przekazał fundusze na budowę. Po bokach umieszczone są 22 drewniane stalle, po jedenaście z każdej strony. Jedna ze stall po lewej stronie ozdobiona jest herbem biskupim i okryta jest czerwonym aksamitem; jest to stalla, w której zasiada arcybiskup.
Po obu stronach ponad stallami wiszą dwa poziome płótna, namalowane przez Giuseppe Velasco z Palermo. Obraz po prawej stronie przedstawia Świętego Pawła uzdrawiającego chorych, zaś ten po lewej – Świętego Pawła przy łożu ojca namiestnika Malty Publiusza.  
W apsydzie znajduje się marmurowy ołtarz, upiększony dwoma brązowymi płaskorzeźbami przedstawiającymi, odpowiednio, Świętego Pawła przed cesarzem w Rzymie oraz Ścięcie Świętego Pawła. Budowa ołtarza została ukończona w 1937, jej koszty poniósł ówczesny prokurator kościoła kanonik Manwel Muscat.

Obraz tytularny kościoła, umieszczony nad ołtarzem, przedstawia św. Pawła i św. Łukasza wchodzących na brzeg po katastrofie statku, w tle widać pozostałych rozbitków walczących z falami morskimi. Obraz jest pracą Włocha Matteo Pereza d'Aleccio (1547–1616) ze szkoły Michała Anioła, a został zamówiony do pierwszego kościoła przez biskupa Tomása Gargallo, który, zgodnie z ówczesnym zwyczajem, jako fundator jest również przedstawiony na obrazie. Dwa pionowe obrazy po bokach ołtarza to, wspomniany już św. Publiusz, pierwszy biskup Malty, oraz św. Emidiusz. Oba wyszły spod pędzla Giuseppe Pace.
Olbrzymi obraz znajdujący się w apsydzie na sklepieniu konchowym ponad ołtarzem ukazuje Nawrócenie św. Pawła na drodze do Damaszku i, jak większość obrazów na sklepieniu, jest dziełem Attilio Palombiego. Tuż poniżej Palombi namalował medalion przedstawiający Matkę Bożą czule trzymającą w ramionach Dzieciątko Jezus. Medalion flankują figury dwóch aniołów, z których jeden trzyma kielich z Hostią Świętą, zaś drugi krzyż.

### Kaplice
Kaplice w kościele św. Pawła Rozbitka były pod opieką różnych cechów (gildii rzemieślniczych). Ich członkowie bądź budowali, bądź utrzymywali kaplice, w których odbywały się nabożeństwa ku czci świętego patrona ich rzemiosła lub rodzaju handlu. Kaplice po lewej stronie kolejno od wejścia to: św. Michała, św. Kryspina i św. Kryspiniana, Najświętszego Sakramentu, św. Kajetana, Świętego Krzyża. Kolejno od wejścia po prawej stronie to kaplice: św. Marcina, św. Homobonusa, Matki Bożej Łaskawej, św. Józefa, św. Teresy z Ávili.

#### Kaplica św. Michała
Pierwsza kaplica po lewej stronie od wejścia, ufundowana w 1664, należy do hurtowników, detalistów, sprzedawców ryb i warzyw. Obraz w ołtarzu, wykonany jako marmurowa mozaika, jest kopią słynnego obrazu Guido Reniego Święty Michał Archanioł. Zastąpił on oryginalny obraz z ołtarza, który jest przechowywany w Chapter Hall kościoła. Dwie boczne mozaiki są pracą Emvina Cremony (1919–1987), znanego maltańskiego malarza, i przedstawiają wydarzenia połączone z nadprzyrodzoną opieką św. Michała. Cykl fresków na niewielkiej kopule kaplicy wyszedł spod pędzla Palombiego. Frontowa i boczne ściany są pokryte brązową kompozycją, kopią dzieła Benvenuto Celliniego (1500–1571), przechowywanego w Muzeach Watykańskich.

Poniżej stopnia ołtarza znajdują się trzy grobowce, w których zostali pochowani Poveri Morti.

#### Kaplica św. Kryspina i św. Kryspiniana
Kolejna kaplica po lewej jest pod opieką szewców i wytwórców uprzęży. Została im ona przekazana pod opiekę przez biskupa Gargallo w 1614. Obraz w ołtarzu przedstawia tytularnych świętych, i został namalowany przez Rocco Buhagiara (1725–1805), zaś niewielka kopuła kaplicy została udekorowana i pomalowana przez Palombiego. Freski przedstawiają sceny z życia i męczeństwa świętych patronów kaplicy. Konfraternia posiada śrebrny relikwiarz z relikwiami patronów; jest on eksponowany w dzień fiesty w październiku. W dawnych czasach członkowie bractwa ofiarowali w ten dzień swojemu ojcu duchownemu parę butów. Na ołtarzu umieszczony jest stary obraz przedstawiający Matkę Bożą Doktryny Chrześcijańskiej.

W krypcie pod kaplicą znaleźli swój wieczny spoczynek członkowie bractwa.

#### Kaplica Najświętszego Sakramentu
Pierwotnie, od około 1600 kaplica ta była poświęcona św. Eligiuszowi, patronowi kowali i wytapiaczy metalu (hutników). W 1743 bractwo św. Eligiusza zostało przeniesione do franciszkańskiego kościoła Matki Bożej w Valletcie.

Istniejąca kaplica Najświętszego Sakramentu powstała w 1743, jej fundatorem był Cesare Passalacqua, wielki dobroczyńca tego kościoła. W 1836 struktura kaplicy została zmodyfikowana. Obraz w ołtarzu kaplicy jest pędzla francuskiego malarza Antoine de Favraya. Przedstawia on Ostatnią Wieczerzę, i jest jedną z lepszych prac malarza. Dwa boczne obrazy, tego samego mistrza, przedstawiają sceny ze Starego Testamentu. W medalionie wieńczącym ołtarz przedstawione jest Najświętsze Serce Jezusa w ogniu, symbol Chrystusa płonącego miłością do ludzkości, otoczone koroną cierniową.
Obrazy w wewnętrznej, małej kopule kaplicy przedstawiają świętych adorujących Najświętszy Sakrament. Są one pracą maltańskiego malarza Lazzaro Pisaniego. Zewnętrzna kopuła ozdobiona jest malarstwem Emvina Cremony, wykonanym w 1956. Tematem przewodnim jest Tryumf Najświętszego Sakramentu. Po obu stronach nawy kaplicy znajdują się gipsowe płaskorzeźby, jedna przedstawia Nauczającego Świętego Pawła, zaś druga Konsekrację chleba i wina (Eucharystii).

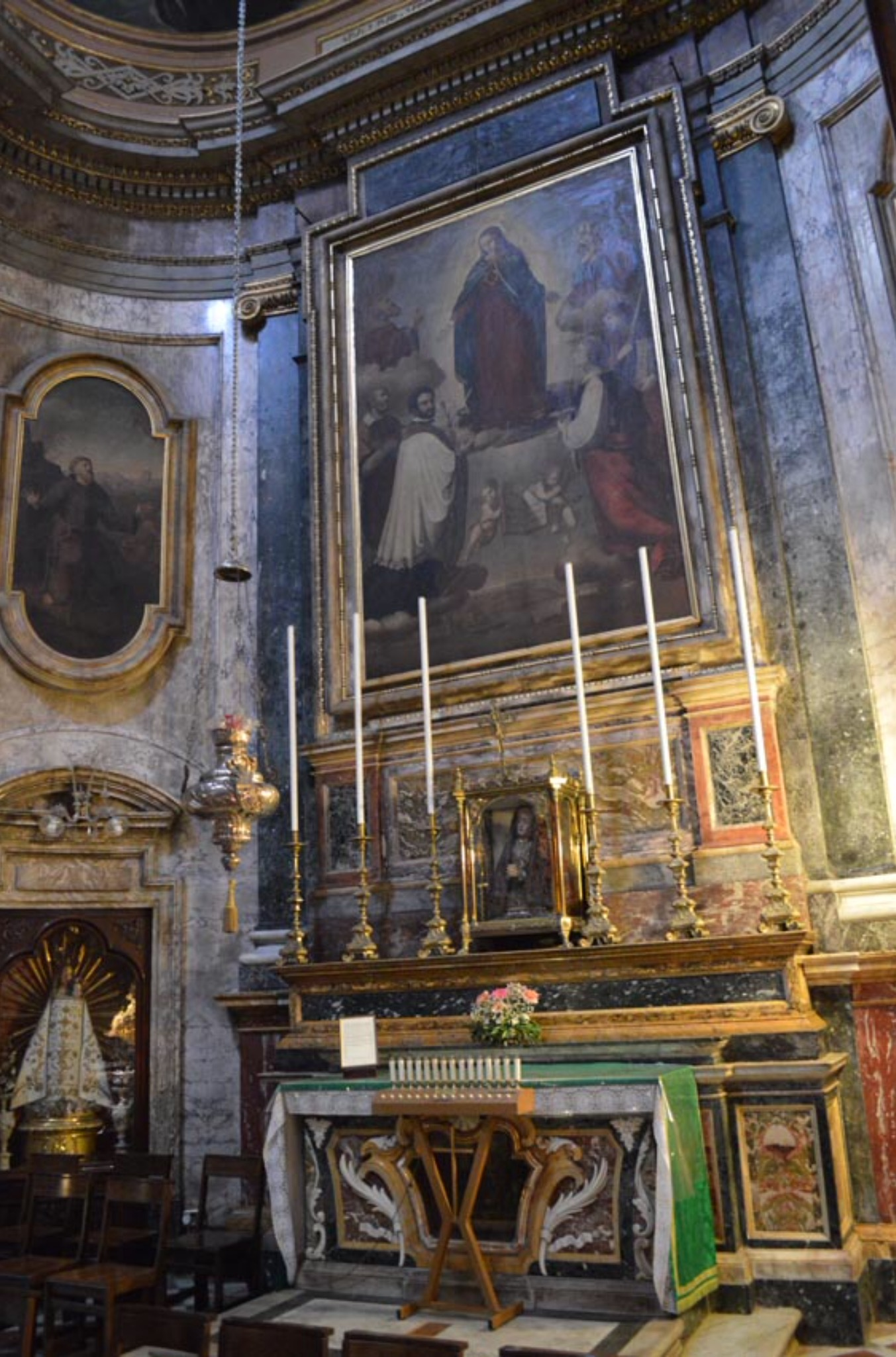
Ołtarz w kaplicy św. Kajetana

Ołtarz kaplicy ozdabia wykonane ze srebra i pozłacanego brązu tabernakulum podarowane przez Paula Francalanzę. Wewnętrzna strona drzwiczek tabernakulum ozdobiona jest krzyżem całkowicie inkrustowanym diamentami i kamieniami szlachetnymi; jest to dar kanonika Fleriego z kolegiaty. W dzień fiesty św. Pawła tabernakulum pokryte jest specjalnym baldachimem utkanym z satyny i srebra, bogato zdobionym diamentami, perłami, rubinami, emeraldami, ametystami, agatami i akwamarynami, i podarowanym przez baronową Beatrice Testaferratę.

#### Kaplica św. Kajetana
Kaplica w lewym ramieniu transeptu została zaprojektowana i zbudowana przez Francesco Sammuta. Ołtarz poświęcony św. Kajetanowi został wzniesiony w 1656. Pozłacane rzeźby i dekoracja kaplicy zostały opłacone przez baliwa Rospigliosiego. W stole ołtarza, umieszczone w przeszklonej kasecie, znajdują się szczątki św. Placidusa, męczennika, w 1755 przywiezione z Rzymu i podarowane do kościoła przez Mons. Domenico Sceberrasa. W 1804 w kościele zostało założone bractwo św. Agaty, zrzeszające wioślarzy łodzi i pracowników portowych, i przydzielone do kaplicy św. Kajetana. Później, również w tej kaplicy, założone zostało bractwo Niepokalanego Serca Maryi. Te fakty wyjaśniają dlaczego obraz w ołtarzu kaplicy, będący dziełem Giuseppe Hyzlera z 1852, przedstawia Niepokalane Serce Maryi ze św. Kajetanem i św. Agatą. Obraz ten zastąpił poprzedni, Święty Kajetan, pędzla Giuseppe Velasco. Na ołtarzu znajduje się brązowa nisza z figurą Matki Bożej w hiszpańskich szatach, zaś po lewej stronie ołtarza jest nisza Matki Bożej z Loretto.

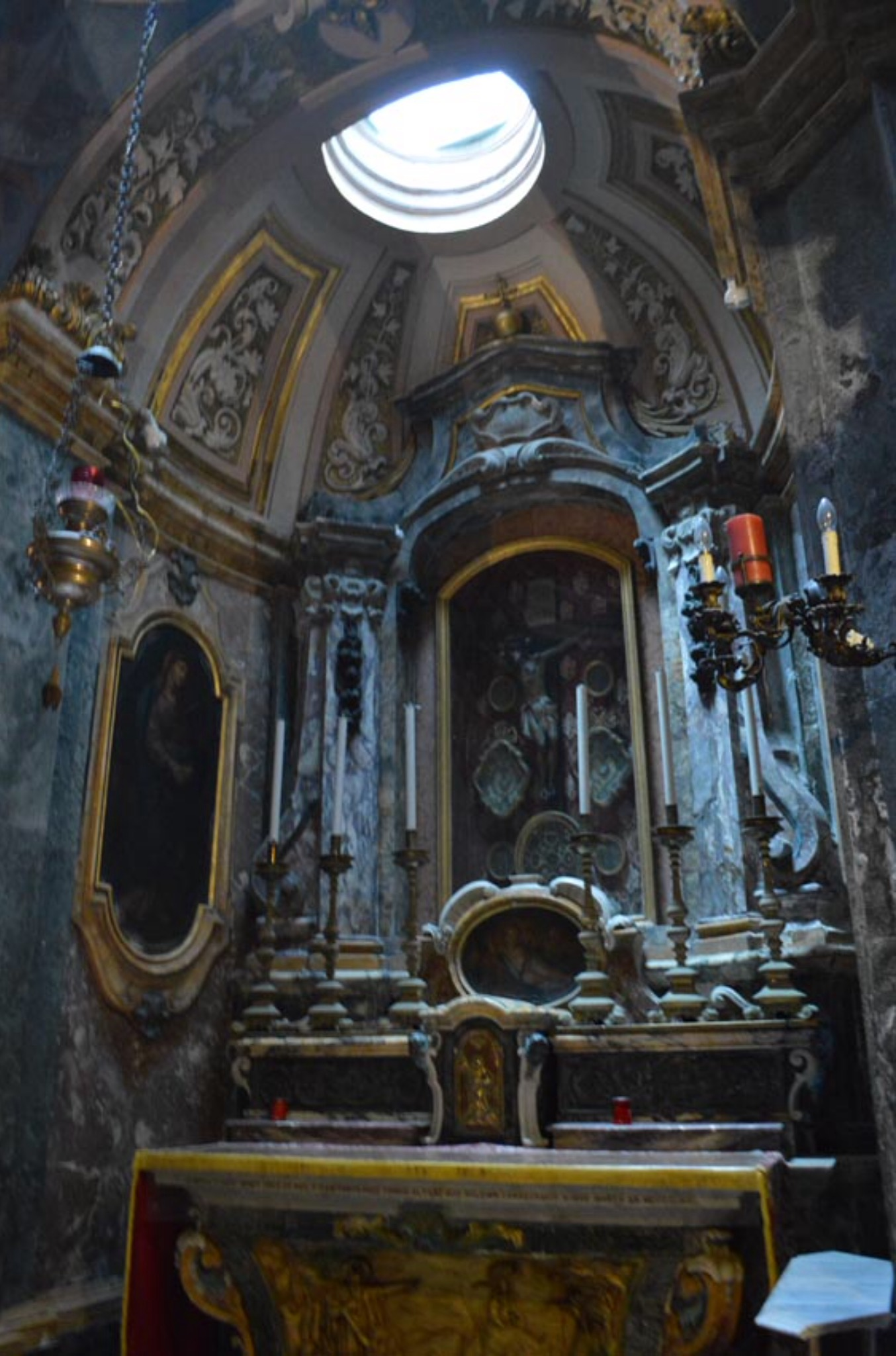
Ołtarz w kaplicy Krzyża Świętego

#### Kaplica Krzyża Świętego
Ostatnia kaplica po lewej stronie zbudowana została w 1729, wiele lat po ukończeniu budowy kościoła. W ołtarzu, w miejscu obrazu, wraz z kasetami zawierającymi relikwie świętych, znajduje się duży krucyfiks. Ponad ołtarzem widnieje medalion z obrazem przedstawiającym Dzieciątko Jezus z krzyżem. Obraz wyszedł spod pędzla artysty ze szkoły Mattia Pretiego. Stół ołtarzowy jest ozdobiony płaskorzeźbą w brązie przedstawiającą Mojżesza i miedzianego węża. Na niewielkiej kopule kaplicy znajduje się praca Lazzaro Pisaniego przedstawiająca zwycięstwo cesarza Konstantyna nad cesarzem Maksencjuszem, z napisem „In hoc signo vinces”. W kaplicy znajduje się również figura św. Małgorzaty Alacoque, orędowniczki Najświętszego Serca Jezusa, oraz liczne wota.

#### Kaplica św. Marcina
Pierwsza kaplica po prawej stronie nawy od strony wejścia, pochodząca z 1620, poświęcona jest św. Marcinowi, biskupowi Tours. Kaplica należy do cechu handlarzy towarami podstawowymi i napojami, a także karczmarzy i kucharzy. Obraz w ołtarzu przedstawia św. Marcina w szatach biskupich; jest to praca Stefano Erardiego. Niewielka kopuła jest ozdobiona malarstwem Palombiego. Boki kaplicy są pokryte marmurem – dar kanonika Vincenza Azzopardiego, na którego koszt zostały również pokryte marmurem boczne ściany kaplicy Najświętszego Sakramentu. Po bokach ołtarza są dwie wysokie marmurowe płaskorzeźby przedstawiające Mojżesza i Jakuba, obie dłuta Francesca Saverio Sciortino, brata lepiej znanego rzeźbiarza Antonia.

#### Kaplica św. Homobonusa
Kaplica z 1611, druga po prawej, należy do cechu sukienników, krawców i tkaczy, i jest poświęcona XII-wiecznemu świętemu z Cremony we Włoszech. Na obrazie tytularnym namalowany jest patron kaplicy. Autorem dzieła jest Filippo Giacomo Ceci. Obrazy na małej kopule pokrywającej kaplicę przedstawiają Siedem darów Ducha Świętego. W dzień wspomnienia świętego, na ołtarzu kaplicy wystawiony jest srebrny relikwiarz z jego relikwiami.

#### Kaplica Matki Boskiej Łaskawej
Kaplica ta pierwotnie należała do cechu złotników i wytwórców wyrobów ze srebra, i była poświęcona św. Helenie, ich patronce. Jest pewnym, że istniała już przed 1632. W 1903 cech uległ likwidacji, zaś kaplica została przekazana Bractwu Matki Boskiej Łaskawej, istniejącemu od XVI wieku. W związku z jubileuszem pontyfikatu papieża Leona XIII w 1902 kaplica została znacznie przeprojektowana przez architekta Oliviero Borg Oliviera. Obraz w ołtarzu kaplicy wyszedł spod pędzla Palombiego, i przedstawia Matkę Boską Łaskawą okazującą czułość i hojność wobec biednych i ubogich. Dwa boczne obrazy, w marmurowych ramach ukazują Chrystusa w ogrodzie Getsemani i Chrystusa w drodze na Kalwarię. Oba są pracami Francesco Zahry. Obrazy w neorenesansowym stylu, na zewnętrznej części kopuły oraz wewnątrz tej ostatniej, są dziełem Emvina Cremony i pokazują odpowiednio Cudowne rozmnożenie chleba oraz Cud w Kanie Galilejskiej.

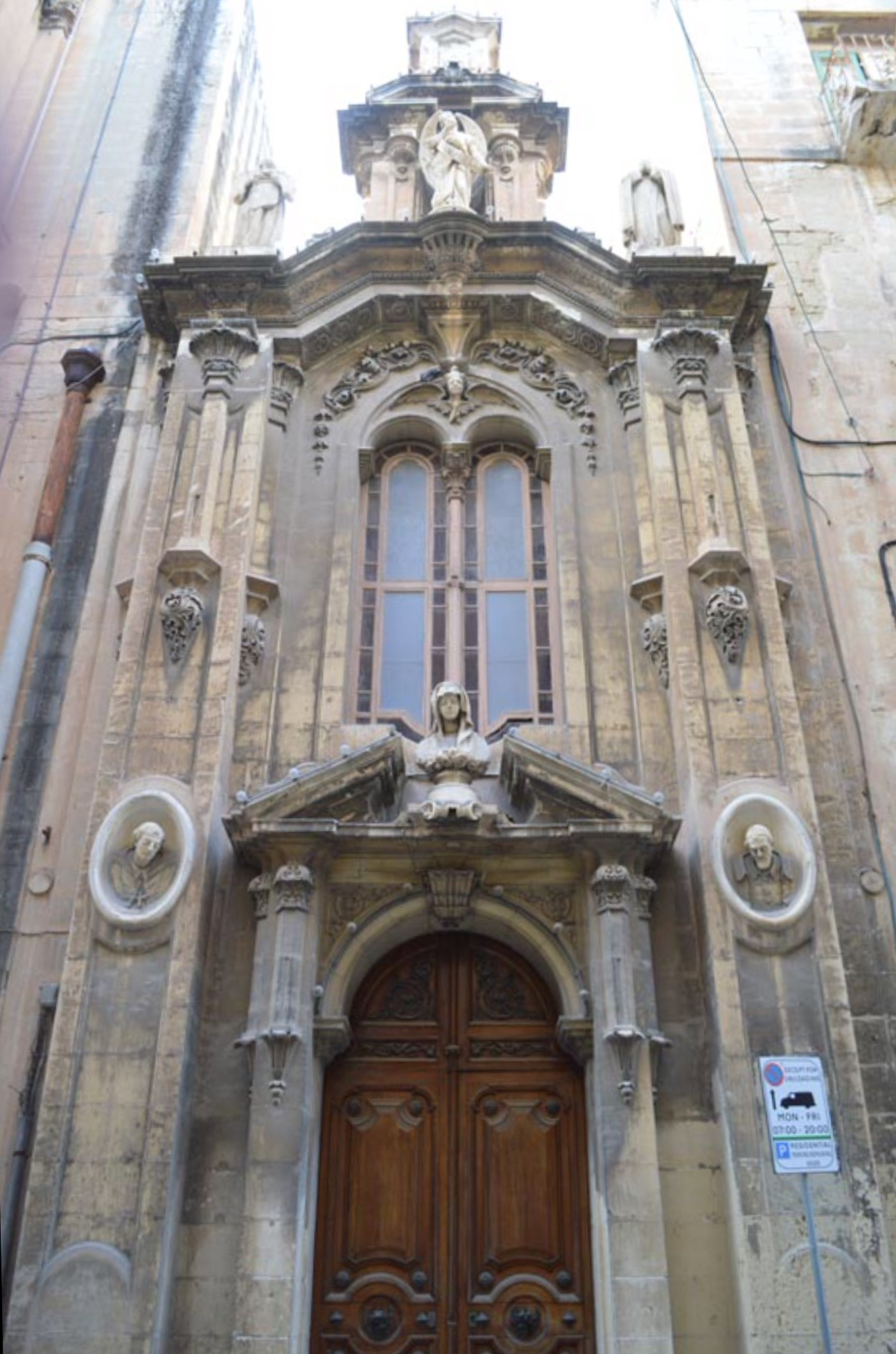
Zewnętrzne wejście do Oratorium, po prawej stronie wejścia do kościoła

 Po obu stronach nawy kaplicy znajdują się, podobnie jak w kaplicy Najświętszego Sakramentu, dwie marmurowe płaskorzeźby z 1982, zaprojektowane przez Cremonę, a wykonane przez Gualtiero Luisiego. Przedstawiają one Wskrzeszenie Łazarza oraz Dobrego Samarytanina. Na dwóch lunetach wewnętrznej kopuły Ramiro Calì (1882–1945) namalował Boże Narodzenie oraz Jezusa dyskutującego z mędrcami w świątyni.

Z kaplicy boczne drzwi wiodą do oratorium Bractwa Matki Boskiej Łaskawej, które przylega do kościoła. Oratorium zostało zbudowane kosztem Piero i Luisy Massa, których portrety wiszą na balkonie oratorium, po bokach obrazu św. Heleny, który wisiał w ołtarzu oratorium, kiedy to wciąż należało do gildii złotników i wytwórców wyrobów ze srebra. Aktualnie w ołtarzu oratorium znajduje się obraz Uczta weselna w Kanie Galilejskiej, pędzla urodzonego na Malcie Stefano Erardiego.

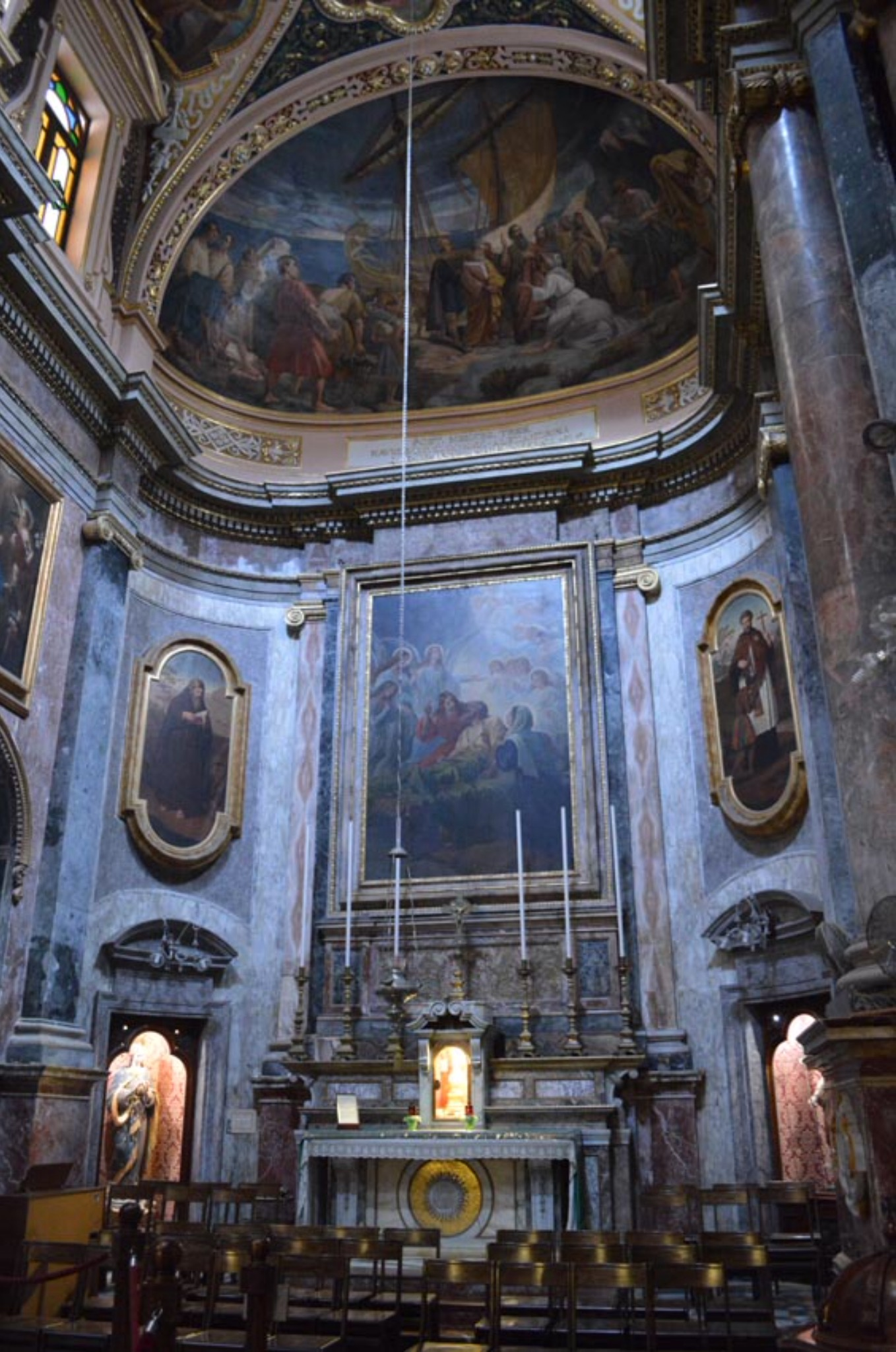
Kaplica św. Józefa

 Na bocznych ścianach znajduje się sześć dużych obrazów przedstawiających Uczynki miłosierne co do ciała pędzla Giuseppe D’Areny (1633–1719), jednego z najaktywniejszych malarzy na Malcie w XVII wieku. Pozłacane sklepienie kaplicy jest kopią podobnego w bazylice św. Piotra w Watykanie.

#### Kaplica św. Józefa
Kaplica w prawym ramieniu transeptu poświęcona jest Agonii św. Józefa, i należy do Bractwa Matki Bożej Łaskawej. Obraz tytularny przedstawia Agonię św. Józefa, z Jezusem i Maryją przy łożu. Jest to ostatni obraz wykonany przez Attilio Palombiego, który po jego ukończeniu stracił wzrok. Po obu stronach ołtarza znajdują się dwa obrazy: św. Antoni Wielki oraz św. Franciszek Ksawery, oba pędzla Vincenzo Hyzlera. Są tam też dwie nisze, również flankujące ołtarz, z figurami Niepokalane Poczęcie i św. Józef. Statua Matki Bożej została wyrzeźbiona z drewna pozyskanego ze złomowanego brytyjskiego niszczyciela HMS „Hibernia”, jej autorem jest Gio-Batta Delia.

W kaplicy znajduje się relikwiarz z relikwią kości nadgarstka św. Pawła.

#### Kaplica św. Teresy z Ávili
Kaplica ta została dobudowana do kościoła w 1730. Jak i przyległa do niej kaplica św. Józefa, należy do Bractwa Matki Boskiej Łaskawej. Obraz w ołtarzu jest pracą znanego maltańskiego artysty Francesco Zahry (1710–1773), podobnie jak dwa flankujące ołtarz obrazy Święty Jan od Krzyża oraz Święta Maria Magdalena de’ Pazzi. Ołtarz ozdobiony jest płaskorzeźbą Święta Anna z małą Maryją. W bocznych ścianach kaplicy znajdują się dwie nisze, ze statuą procesyjną Matki Boskiej Łaskawej, oraz wizerunkiem Volto Santo (Święte Oblicze). Srebrna lampa ołtarzowa jest darem wielkiego mistrza Ramona Perellosa.

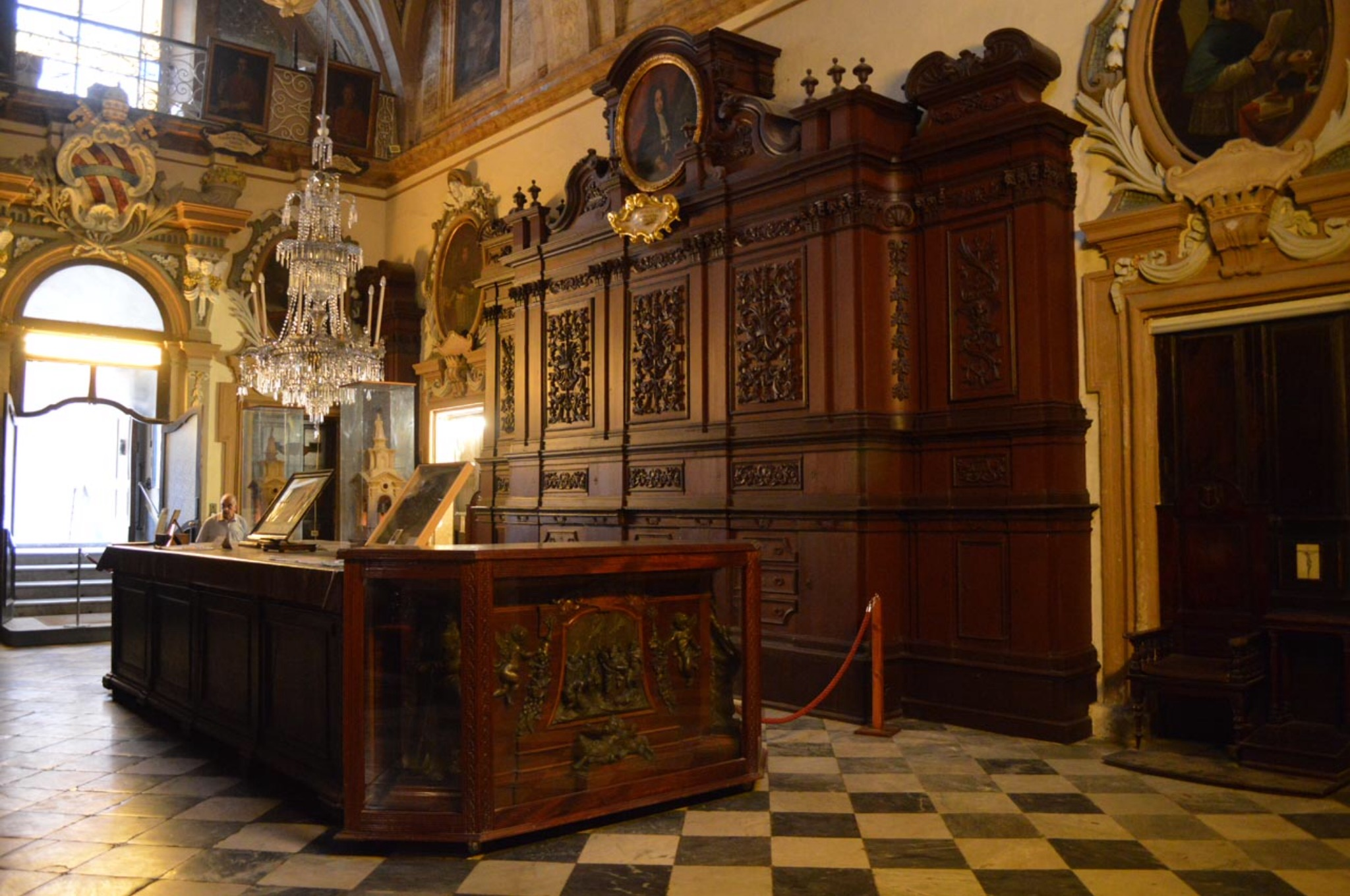
Wielka zakrystia kościoła

## Zakrystia
Zakrystia została dobudowana po ukończeniu kościoła, w 1684. Wszystkie bractwa ustanowione w kościele przyczyniły się do jej budowy. W 1722 została znacznie odnowiona przez wielkiego mistrza Antonio Manoela de Vilhenę, którego portret, dzieło Antoine'a Favraya, ozdabia zakrystię. 23 grudnia 1729 została pobłogosławiona przez biskupa Alpherana de Bussan. Koszt marmurowej podłogi poniósł Don Francesco Caruana Dingli.

Przy ścianach wielkiej zakrystii, sąsiadującej z małą, przeznaczoną jedynie dla księży, ustawione są ogromne, rzeźbione z litego dębu szafy, w których przechowywane są kościelne przedmioty sakralne i dekoracje. Na ścianach zawieszone są portrety i herby niektórych dobroczyńców, kobiet i mężczyzn, tego kościoła.

## Dzieła sztuki

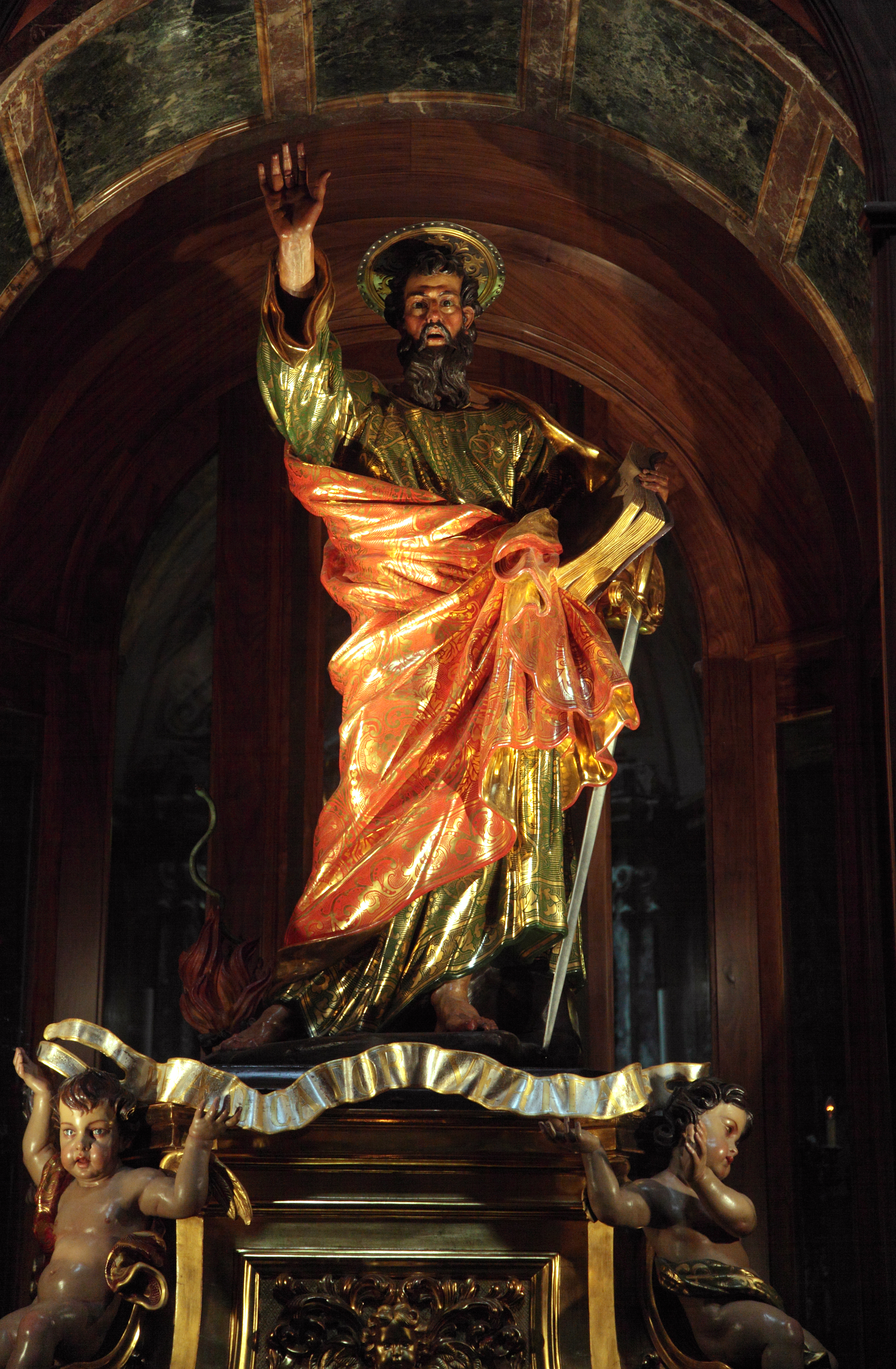
Statua tytularna św. Pawła

### Statua tytularna
Tytularna statua św. Pawła jest noszona na ramionach wiernych w procesji po głównych ulicach Valletty 10 lutego, w dzień święta św. Pawła Rozbitka.

Statua jest dziełem Melchiorre Cafà, którego brat Lorenzo zaprojektował kopułę i prezbiterium kościoła. Drewniana statua świętego głoszącego kazanie, z mieczem u boku, z prawą ręką uniesioną, lewą zaś trzymającą świętą księgę, została wykonana w 1659 w Rzymie, na zamówienie i koszt Paolo Testaferraty, barona Gomerino. Przez wiele lat była przechowywana w prywatnej rezydencji rodziny Testaferrata, by zostać wreszcie podarowaną kościołowi przez spadkobierców. Statua była niesiona w procesji po raz pierwszy w 1690.

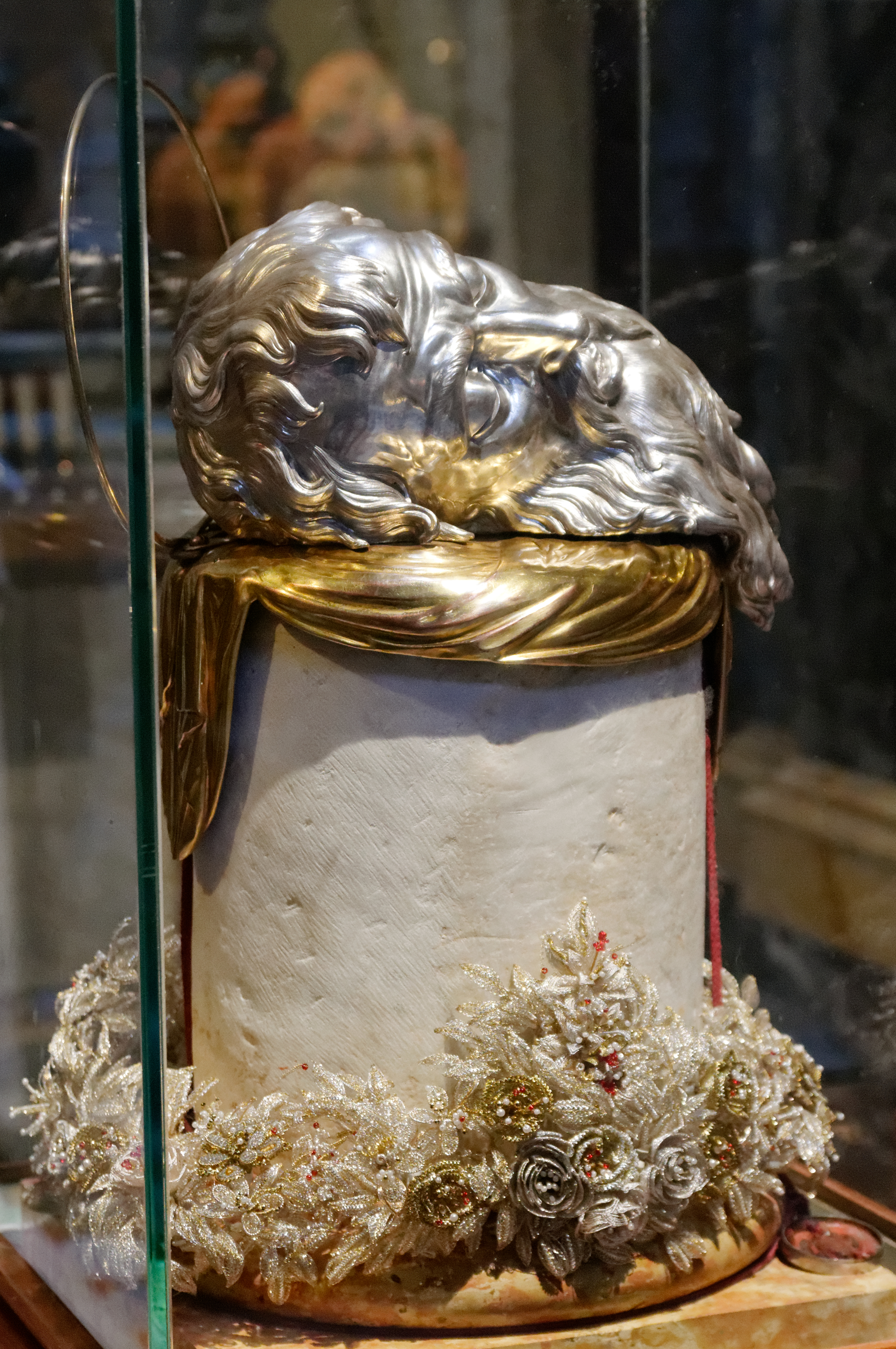
Kolumna św. Pawła

Statua w przeszłości była noszona nie tylko w dniu fiesty patrona kościoła. Uświetniała również procesje związane z ważnymi wydarzeniami, np. w czerwcu 1798 w procesji bezpośrednio poprzedzającej inwazję Francuzów, i podobnie w 1814 w procesji po wygaśnięciu epidemii dżumy. W 1960 była również niesiona w procesji do Floriany podczas obchodów 1900-lecia katastrofy statku św. Pawła.

### Kolumna św. Pawła
W kościele znajduje się również część oryginalnego bloku marmuru, obrobionego do formy kolumny, na którym, według tradycji, ścięty został św. Paweł. Tradycja mówi, że egzekucja miała miejsce poza Rzymem, w miejscu gdzie dziś znajduje się kościół San Paolo alle Tre Fontane. W maju 1818 papież Pius VII podarował ten kamień kościołowi św. Pawła Rozbitka. Rzeźbiarz Filippo Paccetti wykonał z litego srebra głowę, symbolizującą ścięcie św. Pawła; jest ona umieszczona na kolumnie.

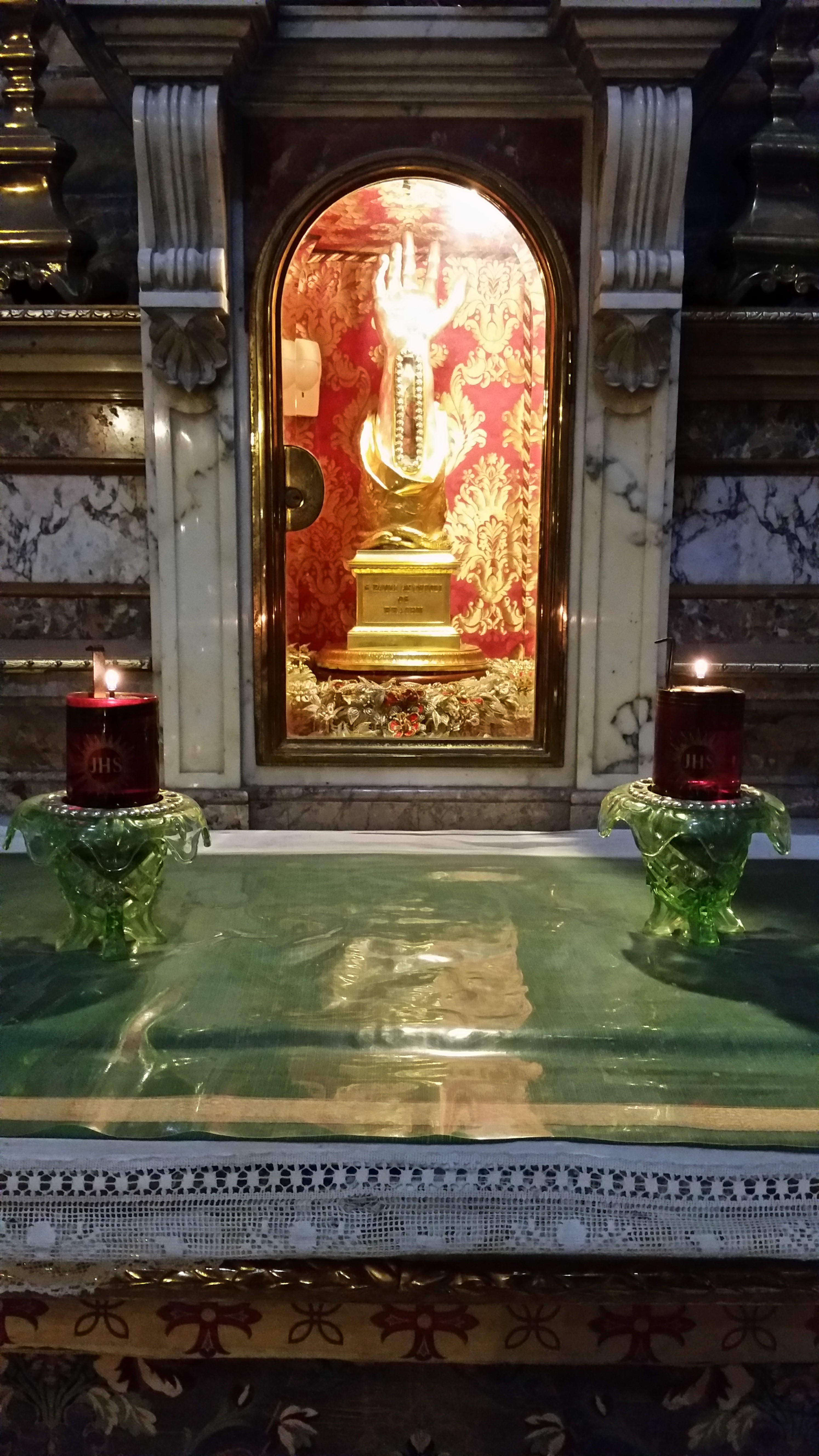
Relikwia kości św. Pawła

### Relikwia kości św. Pawła
W kaplicy św. Józefa na szczególną uwagę zasługuje marmurowa nisza na ołtarzu, w której wystawiana jest relikwia kości prawego nadgarstka św. Pawła w brązowym pozłacanym i ozdobionym szlachetnymi kamieniami relikwiarzu. Jest to jedno z najcenniejszych dzieł sztuki w kościele. Relikwia została podarowana kościołowi w 1823 przez Vincenzo Aloisio Bonavię, nosi też, jako potwierdzenie autentyczności, pieczęcie biskupa Alpherana de Bussan, Fra Giovanniego Pellerano, Fra Vincenzo Labiniego i Fra Giuseppe Bartolomeo Menochio, zakrystianina papieskiego.

### Inne dzieła sztuki w kościele
Oprócz wcześniej wspomnianych malarzy, którzy upiększyli kościół swoimi dziełami, swój udział w tym ostatnim mieli również: Salvu Barbara, Joseph Calleja, Anton Falzon oraz Suor Anna Forti.
W kościele znajduje się więcej cennych dzieł sztuki, głównie złotniczej. Są to:
- pozłacana monstrancja z 1713
- monstrancja podarowana przez wielkiego mistrza Adriena de Wignacourt
- srebrna filigranowa monstrancja z diamentami
- dwa złote klucze do tabernakulum z XVII wieku
- srebrne popiersie św. Kajetana
- małe srebrne przenośne tabernakulum z 1714
- kielich z litego złota, dar papieża Piusa X dla biskupa Gaetano Pace Forno, który podarował go kościołowi. Kielich ten jest używany przez arcybiskupa Malty, kiedy ten celebruje uroczystą mszę świętą w święto tytularne kościoła
- kielich archiprezbitera Paula Agiusa, pochowanego w kościele; w podstawie kielicha znajduje się duży ametyst otoczony perłami
- kilka innych srebrnych i złotych kielichów mszalnych, które są darami kanoników, prałatów i księży dla kościoła
- duża srebrna wieczna lampka, wisząca przed głównym ołtarzem, a także mniejsza w kaplicy św. Kajetana, obie podarowane przez wielkiego mistrza Manoela de Vilhenę
- inne srebrne i złote precjoza podarowane przez dobroczyńców kościoła i parafian; wystawiane są po bokach głównego ołtarza
- dwa srebrne kinkiety z herbem wielkiego mistrza La Valette'a, podarowane w 1960 przez Societa' Filarmonica "La Valette"

## Święto patronalne
Święto patronalne kościoła obchodzone jest corocznie 10 lutego. Jest to święto wyjątkowe dla Malty, ponieważ to właśnie na Malcie rozbił się Apostoł Paweł około 60 roku naszej ery.

Przed świętem patronalnym ołtarz kościoła zostaje przystrojony. Trzynaście dużych, bogato zdobionych srebrnych świeczników zostaje nań ustawionych, na wykonanej z litego srebra podstawie przez trzy dni poprzedzające święto jest wystawiany relikwiarz św. Pawła, zaś w sam dzień fiesty wystawiany jest bogato zdobiony złoty relikwiarz. Rano, po porannej mszy o godzinie ósmej, jedną z kilku w tym dniu, nad Grand Harbour eksplodują fajerwerki, które są nieodzownym elementem każdej fiesty na Malcie. Wieczorem, w dzień święta arcybiskup Malty odprawia w kościele koncelebrowaną mszę świętą, po której bogato przystrojonymi głównymi ulicami Valletty przechodzi procesja, w której niesiona jest statua św. Pawła, orkiestra gra marszową muzykę, spadają konfetti, tłumy wiwatują. Jest też procesja w południe z samą orkiestrą marszową.

## Ochrona dziedzictwa kulturowego
Obiekt został 27 sierpnia 2012 wpisany na listę National Inventory of the Cultural Property of the Maltese Islands pod numerem 00575.